# Vilim Mulc
Vilim Mulc (Divjake, kraj Skrada, 7. kolovoza 1927. - Rijeka, 2006.), bio je sudionik narodnooslobodilačke borbe, visoki partijski dužnosnik, gradonačelnik Rijeke (1978.-1982.), te posljednji republički sekretar (ministar) za unutrašnje poslove SR Hrvatske (iz redova SKH) u razdoblju od 1984. do 1990. godine.

## Djetinjstvo i mladost
Rođen je 7. kolovoza 1927. u mjestu Divjake, kraj Skadra, u Gorskom kotaru. U rodnom je mjestu pohađao pučku (osnovnu) školu, dok je gimnaziju pohađao u Crkivenici, gdje ga je zatekao početak Drugoga svjetskog rata, okupacija Jugoslavije, proglašenje NDH i talijanska okupacija. Nakon kapitulacije Italije, u rujnu 1943., priključuje se omladinskim antifašističkim organizacijama USAOH-u i SKOJ-u u Selcu kraj Crikvenice, da bi se potom tijekom 1944. priključio narodnooslobodilačkoj borbi. Tijekom rata, u Delnicama, na oslobođenom teritoriju pohađa učiteljsku školu, da bi nakon završetka Drugoga svjetskog rata nastavio sa školovanjem na Učiteljskom fakultetu u Rijeci, koji je završio 1948. 

## Karijera u socijalističkoj Jugoslaviji
Nakon završetka školovanja, imenovan je upraviteljem učeničkog doma Industrijske škole "Rikard Benčić" u Rijeci, koju službu je obnašao u razdoblju od 1949. do 1952.
Zatim prelazi u Osnovnu školu Orahovica, gdje je radio od 1952. do 1957., da bi potom bio premješten u Osnovnu školu "Centar" , u Rijeci, gdje je imenovan ravnateljem. Paralelno, od 1958. do 1968., radi na partijskim i drugim političkim dužnostima u Rijeci, prije svega kao politički radnik. 
Nakon tih dužnosti imenovan je direktorom trgovačkog društva "Rijeka tekstil", na tom je položaju bio u razdoblju od 1968. do 1974., te je u značajnoj mjeri pridonio izgradnji robne kuće na riječkom Korzu. Nastavno je, u razdoblju od 1974. do 1976. imenovan sekretarom Općinskog komiteta SKH Rijeka, da bi se nakon odrađene partijske dužnosti ponovo vratio u "Rijeka tekstil". 

## Gradonačelnik Rijeke
U razdoblju od 1978. do 1982. bio je predsjednik Skupštine (gradonačelnik) općine Rijeka. U njegovom je mandatu zabilježen gospodarski i društveni napredak, dovršena je izgradnja i otvorena zgrada pravnog fakulteta, zatim zgrada HNK u Rijeci, izgradnja riječke zaobilaznice, te se broj stanovnika na kraju njegova mandata popeo na 193 000 stanovnika. Godine 1982. izabran je u Vijeće općina Sabora SR Hrvatske. 

## Posljednji ministar unutrašnjih poslova SR Hrvatske
U razdoblju od 1984. do 1990.  obnašao je dužnost republičkog sekretara (ministra) za unutrašnje poslove SR Hrvatske, te se kao posljednji socijalistički ministar na čelu policije zalagao za mirnu i civiliziranu primopredaju vlasti nakon demokratskih promjena 1990., u Hrvatskoj, što je i učinio prilikom primopredaje dužnosti novom ministru Josipu Boljkovcu (HDZ).

## Demokratske promjene i smrt
Nakon odlaska s dužnosti sekretara (ministra) odlazi u mirovinu, ali je nastavio aktivno djelovati u udrugama antifašističkih boraca i antifašista u Primorsko - goranskoj županiji. 
Umro je u Rijeci, 2006., pokopan je na gradskom groblju Trsatu.